# ミサワホーム九州
ミサワホーム九州株式会社（ミサワホームきゅうしゅう）は、福岡県福岡市に本社のある建設会社。

## 沿革
- 1986年4月 - ミサワホーム株式会社の北九州都市圏のディーラーとして、株式会社ミサワホーム北九州を設立(資本金1億円)
- 1993年1月 - ミサワホーム株式会社の九州地域販売子会社6社から営業譲受けし、福岡地区・長崎県・熊本県・大分県・及び鹿児島県に営業エリアを拡大するとともに、ミサワホーム九州株式会社と社名を変更
- 1993年9月 - 資本金4億円に増資
- 1996年3月 - 資本金5億5,532万円に増資
- 1996年8月 - セラミック福岡店を開設
- 1997年3月 - 資本金6億325万円に増資
- 1997年4月 - 株式の額面金額変更のため、福岡ホームイング株式会社（設立：昭和49年11月）と合併
- 1999年3月 - 福岡証券取引所に株式上場、資本金6億6,275万円に増資
- 2000年4月 - 南福岡店を開設
- 2002年8月 - セラミック福岡店とセラミック北九州店を統合し、セラミック店を開設
- 2003年10月 - ホームイング事業を分社化し、ミサワホームイング九州（株）を発足。セラミック店を、福岡支店セラミック事業部・北九州支店セラミック事業部に分離統合
- 2004年4月 - 鹿児島県鹿児島市に鹿児島ミサワ建設株式会社（連結子会社）を発足
- 2007年1月 - 福岡証券取引所を上場廃止。
- 2007年3月 - 増減資により資本金7億194万円

## 本社・支店・営業所

### 福岡県
福岡店
- 中央営業所／福岡市博多区博多駅前3-2-8住友生命ビル1F
- 福岡西営業所／福岡市博多区博多駅前3-2-8住友生命ビル1F
- 福岡東営業所／古賀市美明3-5-9
- 二日市営業所／筑紫野市二日市北2-11-7
- 大野城営業所／筑紫野市二日市北2-11-7
- 福岡南営業所／久留米市東櫛原町2624-1
- hitハウジングパークマリナ通り展示場／福岡市西区愛宕4-21
- hitハウジングパーク大野城展示場／大野城市南大利1-1-1
- hitハウジングパーク香椎浜展示場／福岡市東区香椎浜2-7-55
- KBCマイホーム屋久留米会場／久留米市東合川1-7-24

### 福岡県北九州市
北九州店
- 小倉営業所／北九州市小倉北区浅野3-8-1 AIMビル7F
- 小倉南営業所／北九州市小倉南区上葛原1-2872
- 八幡営業所／北九州市八幡西区永犬丸4-6-34
- RKBハウジングパーク小倉展示場／小倉北区許斐町1
- hit小倉南展示場／北九州市小倉南区上葛原1-2872
- KBCハウジングプラザ青山展示場／北九州市八幡西区青山3-2

### 長崎県
長崎店
- 長崎第一営業所／長崎市高城台1-14-15
- 長崎第二営業所／長崎市高城台1-2-1
- 長崎第三営業所／長崎市高城台1-2-1
- NBCハウジングパーク長崎ステーション／長崎市尾上町1-24
- KTNハウジングギャラリーIN喜々津／諫早市多良見町市布1473

### 熊本県
熊本店
- 第一営業所／熊本市南区馬渡2-9-16
- 第二営業所／熊本市南区馬渡2-9-16
- 第三営業所／熊本市南区馬渡2-9-16
- 第四営業所／熊本市南区馬渡2-9-16
- TKU住宅展示場　住まいランド／熊本市北区室園町847
- 熊日RKK総合展示場／熊本市東区御領6-8-1

### 大分県
大分支店／大分市都町1-2-1
- 賀来営業所／大分市大字賀来字井ノ口656
- 大分東営業所／
- 中央営業所／
- 大分南営業所／
- TOSハウジングメッセ展示場／大分市春日浦843-50
- ALPわさだ住宅展示場／大分市大字市字石橋48-1

### 鹿児島県
鹿児島店
- 第一営業所／鹿児島市与次郎2-4-35
- 第二営業所／
- 第三営業所／
- MBCハウジングフェア／鹿児島市与次郎2-5-37
- KTS住宅フェア／鹿児島市与次郎2-4-43
- KTS国分展示場／霧島市国分野口西2-14-3

### 福岡県
- ミサワファクトリー／鞍手郡鞍手町大字中山1-62ミサワホーム福岡工場内
- ミサワホーム福岡工場／鞍手郡鞍手町大字中山1-62

## 建設業許可
- 国土交通大臣許可(特-20)第16925

## 宅建業許可
- 国土交通大臣許可(3)第5560号